# David López Moreno
Pour les articles homonymes, voir David López, López et Moreno.
David López Moreno, né le 10 septembre 1982 à Logroño, est un footballeur espagnol évoluant au poste de milieu de terrain.

## Biographie
Formé au CA Osasuna, López se révèle au sein du club de Pampelune notamment grâce à un excellent parcours en Coupe UEFA où son club atteint les demi-finales. La saison suivante, il s'engage en faveur de l'Athletic Bilbao. Le transfert est évalué à 6 millions d'euros.
Début septembre 2012, il signe un contrat d'une saison à Brighton & Hove Albion.
Le 14 mai 2014, il est libéré du club.

## Palmarès
- CA Osasuna
  - Finaliste de la Copa del Rey : 2005
- Athletic Bilbao
  - Finaliste de la Copa del Rey : Coupe d'Espagne de football 2008-2009, 2012
  - Finaliste de la Ligue Europa en 2012